# Municipio de Nueva Helvecia
Nueva Helvecia es uno de los municipios del departamento de Colonia, Uruguay. Su sede es la ciudad homónima.

## Ubicación
El municipio se encuentra situado en la zona sureste del departamento de Colonia, limitando al oeste con el municipio de Rosario y al sur con el municipio de Colonia Valdense.

## Características
El municipio de Nueva Helvecia fue creado a través de la Ley Nº 18653 del 15 de marzo de 2010, y forma parte del departamento de Colonia. Comprende el distrito electoral NEB de ese departamento.
Dentro de su territorio la única localidad comprendida es su sede (Nueva Helvecia).

## Autoridades
La autoridad del municipio es el Concejo Municipal, compuesto por el Alcalde y cuatro Concejales.
| Nº | Alcalde               | Partido             | Inicio del mandato      | Fin del mandato         | Observaciones      | Concejales                                                                            |
| -- | --------------------- | ------------------- | ----------------------- | ----------------------- | ------------------ | ------------------------------------------------------------------------------------- |
| 1  | María de Lima         | Partido Nacional PN | 12 de julio de 2010     | 13 de julio de 2015     | Alcaldesa electa   |                                                                                       |
| 2  | María de Lima         | Partido Nacional PN | 14 de julio de 2015     | 19 de marzo de 2020     | Alcaldesa reelecta | Marcelo Alonso (PN) Mabel Insaurralde (PN) Christian Viera (PN) Félix Leizagoyen (FA) |
| 3  | Pablo Lecor Pozzi     | Partido Nacional PN | 19 de marzo de 2020     | 26 de noviembre de 2020 | Alcalde interino   |                                                                                       |
| 4  | Marcelo Alonso Haller | Partido Nacional PN | 27 de noviembre de 2020 | 2025                    | Alcalde electo     | Pablo Lecor (PN) Héctor Torres (PN) Julio Naviliat (FA) Nair Ackermann (FA)           |